# Clive William Barker
Clive William Barker (Durban, Sudáfrica, 23 de junio de 1944-Durban, Sudáfrica, 10 de junio de 2023) fue un futbolista y entrenador de fútbol de Sudáfrica que jugó en la posición de defensa poco tiempo luego de lesionarse la rodilla, fue en entrenador de Sudáfrica en el título de la Copa Africana de Naciones 1996.

## Carrera

### Jugador
| Periodo   | Club             |
| --------- | ---------------- |
| 1962      | Durban City FC   |
| 1963–1969 | Durban United FC |

### Entrenador
| Periodo   | Club                  |
| --------- | --------------------- |
| 1973      | Fynnlands             |
| 1974–76   | AmaZulu FC            |
| 1976      | Pinetown Celtic       |
| 1978–1981 | Juventus Durban       |
| 1981–1983 | Durban City FC        |
| 1984–1985 | Durban Bush Bucks     |
| 1986–1987 | AmaZulu FC            |
| 1988–1989 | Yellowwood Park       |
| 1991–1993 | AmaZulu FC            |
| 1994–1997 | Sudáfrica             |
| 1997–1999 | AmaZulu FC            |
| 2000–2001 | Santos Cape Town      |
| 2001–2003 | Manning Rangers       |
| 2003      | Maritzburg United     |
| 2004      | Zulu Royals           |
| 2005      | Manning Rangers       |
| 2005      | Santos Cape Town      |
| 2006      | Bush Bucks            |
| 2006–2009 | AmaZulu FC            |
| 2013      | Bidvest Wits          |
| 2013–2015 | Mpumalanga Black Aces |
| 2015–2016 | Maritzburg United     |

## Logros

### Club
- Copa Nedbank (2): 1974, 1987

### Selección nacional
- Copa Africana de Naciones (1): 1996

## Muerte
Barker fue diagnosticado con demencia con cuerpos de Lewy en 2023. Murió a causa de la enfermedad en Durban el 10 de junio de 2023.